# Уокер, Элис
Э́лис Уо́кер (англ. Alice Malsenior Walker; род. 9 февраля 1944, Итонтон, Джорджия) — афроамериканская писательница и общественная деятельница-феминистка.

## Биография и творчество
Родилась в Итонтоне (штат Джорджия), была восьмым ребёнком в семье негра-издольщика и служанки; с детства сталкивалась с расизмом и социальной несправедливостью. Уокеры были кочегарами, хотя ее мать также работала швеёй, чтобы заработать дополнительные деньги.
Уокер, младшая из восьми детей, впервые была зачислена в школу, когда ей было всего четыре года. Поскольку школы в Итонтоне были разделены, Уокер посещала единственную среднюю школу, доступную чернокожим: Среднюю школу Батлера Бейкера. Начала писать уже в 8-летнем возрасте под влиянием деда, рассказывавшего ей множество историй.
В 1952 году была случайно ранена из газового пистолета одним из своих братьев и потеряла зрение на один глаз, поскольку семья из-за бедности смогла оказать ей медицинскую помощь лишь неделю спустя. Подробнее это описано в ее эссе «Красота: когда другой танцор — это Я».
Отлично училась в школе и в 1961 году получила стипендию, чтобы продолжить обучение в колледже Спелмана в Атланте, где под влиянием своего преподавателя левых взглядов Говарда Зинна стала активисткой борьбы за гражданские права (более того, по воспоминаниям Уокер, осуществление её литературного призвания так, возможно, и осталось бы лишь дерзкой мечтой, если бы не лекции Зинна по русской истории и литературе).
Встречалась с Мартином Лютером Кингом, принимала участие в марше на Вашингтон в 1963 году. В 1963 году перевелась в колледж Сары Лоренс в Нью-Йорке, который окончила в 1965 году, получив степень бакалавра искусств.
Дебютировала в 1968 году поэтическим сборником «Однажды» (Once). За сборником стихов последовал роман «Третья жизнь Грейнджа Копленда» (The Third Life of Grange Copeland, 1970) — хроника трех поколений насильственно разорванной семьи. В 1973 году вышел второй сборник поэзии «Петунии революции и другие стихотворения» (Revolutionary Petunias and Other Poems) и первый сборник рассказов «В любви и тревоге: Истории чернокожих женщин» (In Love and Trouble: Stories of Black Women).
В 1976 году Уокер публикует свой второй роман «Меридиана» (Meridian), рассказывающий о негритянке, совершеннолетие которой приходится на 1960-е — годы борьбы за гражданские права. Книгу часто цитируют как лучший роман о движении за гражданские права, она входит в некоторые учебные программы не только по истории литературы, но и по истории США. В последующем выходят поэтический сборник «Спокойной ночи, Вилли Ли, до завтра» (Goodnight, Willie Lee, I’ll See You in the Morning, 1979) и вторая книга рассказов «Хорошую женщину сломить нелегко» (You Can’t Keep a Good Woman Down, 1981).
Третий роман Уокер «Цвет пурпурный» («Цвет лиловый» — The Color Purple, 1982) упрочил её литературную репутацию. Книга была удостоена в 1983 году Пулитцеровской премии и Американской книжной премии, Стивен Спилберг снял по неё получивший широкую известность фильм «Цветы лиловые полей». Интересно, что вдохновило Уокер на создание романа короткое стихотворение поэтессы Эвелин Тули Хант «Учила меня лиловому». После выпуска этого романа она получила Национальную книжную премию за художественную литературу в твёрдом переплете и Пулитцеровскую премию за художественную литературу.
Далее Уокер выпустила две поэтических книги — «От лошадей пейзаж прекрасней» (Horses Make a Landscape Look More Beautiful, 1984) и «Мы знаем лишь её посиневшее тело: Собрание стихотворений 1965—1990 гг.» (Her Blue Body Everything We Know, 1991), романы «Храм моего близкого друга» (The Temple of My Familiar, 1989), «Секрет удовольствия» (Possessing the Secret of Joy, 1992) и «В лучах отцовской улыбки» (By the Light of My Father’s Smile, 1998). Ею написано также несколько детских книг.
Среди публицистических работ Уокер — «В поисках садов, матерями насаженных: Проза женщины» (In Search of Our Mothers' Gardens: Womanist Prose, 1983), «Жить словом: Избранное 1973—1987 гг.» (Living by the Word: Selected Writings, 1973—1987, 1988), «Знаки воина: Уродование женских гениталий и сексуальное ослепление женщины» (Warrior Marks: Female Genital Mutilation and the Sexual Blinding of Women, 1993, совместно с Пратибой Пармар) и «Все, что мы любим, можно спасти: Деятельность писателя» (Anything We Love Can be Saved: A Writer’s Activism, 1997).
В 2000 году вышел сборник рассказов Уокер «Вперед с разбитым сердцем» (The Way Forward Is with a Broken Heart), тепло встреченный критикой.
На Международный женский день 8 марта 2003 года была арестована с 26 другими активистами, в том числе её коллегами-писательницами Максин Хонг Кингстон и Терри Темпест Уильямс, за акцию протеста против войны в Ираке у Белого дома.
Признанная феминистка Уокер ввела термин «женщина» в значении «черная феминистка или феминистка цвета» в 1983 году.

## Работы Элис Уокер
| Год  | Жанр              | Название                                                                                        |
| ---- | ----------------- | ----------------------------------------------------------------------------------------------- |
| 1968 | сборник поэзии    | «Однажды» (Once)                                                                                |
| 1970 | роман             | «Третья жизнь Грейнджа Копленда» (The Third Life of Grange Copeland)                            |
| 1973 | сборник поэзии    | сборник поэзии «Петунии революции и др. стихотворения» (Revolutionary Petunias and Other Poems) |
| 1973 | сборник рассказов | «В любви и тревоге: Истории чернокожих женщин» (In Love and Trouble: Stories of Black Women)    |
| 1976 | роман             | «Меридиана» (Meridian)                                                                          |
| 1979 | сборник рассказов | «Спокойной ночи, Вилли Ли, до завтра» (Goodnight, Willie Lee, I’ll See You in the Morning)      |
| 1981 | сборник рассказов | «Хорошую женщину сломить нелегко» (You Can’t Keep a Good Woman Down)                            |
| 1982 | роман             | «Цвет пурпурный» (The Color Purple) — самый популярный роман, фильм Стивена Спилберга, награды  |
| 1984 | сборник поэзии    | «От лошадей пейзаж прекрасней» (Horses Make a Landscape Look More Beautiful)                    |
| 1989 | роман             | «Храм моего близкого друга» (The Temple of My Familiar)                                         |
| 1991 | сборник поэзии    | «Мы знаем лишь её посиневшее тело» (Her Blue Body Everything We Know)                           |
| 1992 | роман             | «Секрет удовольствия» (Possessing the Secret of Joy)                                            |
| 1998 | роман             | «В лучах отцовской улыбки» (By the Light of My Father’s Smile)                                  |
| 2000 | сборник рассказов | «Вперед с разбитым сердцем» (The Way Forward Is with a Broken Heart)                            |
| 2004 | роман             | «Пора открыть твоё сердце» (Now Is the Time to Open Your Heart)                                 |

## Публицистика
| Год  | Публицистика |
| ---- | --- |
| 1983 | В поисках садов, матерями насаженных: Проза женщины (In Search of Our Mothers' Gardens: Womanist Prose)                                                |
| 1988 | Жить словом: Избранное 1973—1987 гг. (Living by the Word: Selected Writings, 1973—1987)                                                                |
| 1993 | Знаки воина: Уродование женских гениталий и сексуальное ослепление женщины (Warrior Marks: Female Genital Mutilation and the Sexual Blinding of Women) |
| 1997 | Все, что мы любим, можно спасти: Деятельность писателя (Anything We Love Can be Saved: A Writer’s Activism)                                            |

## Публикации на русском языке
- Уокер, Э. Красные петунии : Рассказы. — М. : Известия, 1986. — 160 с. — (Библиотека журнала «Иностранная литература»). — 50 000 экз.
- Уокер, Э. Цвет пурпурный / Пер. с англ. М. Завьялова. — М. : Российская политическая энциклопедия, 2004. — 232 с. — (Гендерная коллекция. Зарубежная классика). — ISBN 5-8243-0602-8.

## Экранизации
В 1985 году вышел фильм «Цветы лиловые полей», экранизация романа «Цвет пурпурный». Режиссёром фильма стал Стивен Спилберг, в главных ролях снимались Вупи Голдберг и Дэнни Гловер. Фильм был выдвинут на рекордное количество (одиннадцать) номинаций «Оскара», но не получил ни одной.

## Личная жизнь
В 1965 году Уокер встретилась с Мелвином Розенманом Левенталем, еврейским адвокатом по гражданским правам. Они поженились 17 марта 1967 года в Нью-Йорке. Позже в том году пара переехала в Джэксон, штат Миссисипи, став одной из первых межрасовых пар в браке в Миссисипи. Они подвергались преследованиям и угрозам со стороны белых, включая Ку-клукс-клан.
Собственная дочь Элис Уокер, Ребекка считает свою маму в первую очередь не самостоятельной, а эгоистичной женщиной, отвратительно выполнявшей свои материнские обязанности. После того, как Ребекка Уокер родила сына, она больше не общается с матерью. Более того, Элис даже не вышла на связь, когда её единственный внук попал в отделение интенсивной терапии из-за проблем с лёгкими.
Элис Уокер уже десятилетиями практикует трансцендентальную медитацию, отзываясь о ней следующим образом: «Однажды я обучилась трансцендентальной медитации. Это было 30 с чем-то лет назад. Это вернуло меня к самоощущению, в котором я естественно находилась, будучи ребенком, растущим в сельской местности и редко видящим людей. Я пребывала в этом состоянии единства с мирозданием, и это ощущалось так, словно бы я существовала не сама по себе, а только как часть всего окружающего».